# Squared Rotoscope
Squared rotoscope – drugi album polskiego zespołu jazowego Pulsarus. Zawiera osiem utworów. Utwór "Suite Per Capita" powstał najpierw jako blisko godzinna improwizacja tria wraz z Tomaszem Gwincińskim; z sześciu powstałych utworów muzycy wybrali dwa (łącznie trwające 34 minuty). Z nich powycinano kilka większych fragmentów, które Piotr Pawlak posklejał w dziesięciominutową suitę.

## Spis utworów
1. "Cinematic" – 10:19
2. "Great Escape p.II" – 11:41
3. "Old boy" – 12:54
4. "Suite per Capita" – 9:06
5. "Vulgaris" – 5:05
6. "Fetus in Fetu" – 9:09
7. "Unbelivable" – 8:12
8. "Black&Brown Mosaic Remix" – 6:07

## Twórcy
Płytę nagrał zespół w składzie:
- Dominik Strycharski – zelektryfikowane flety tenorowe, altowe, sopranowe, wokal
- Jakub Rutkowski – perkusja akustyczna i elektroniczna
- Aleksander Papierz – saksofon altowy i sopranowy

oraz:
- Tomasz Gwinciński – gitara elektryczna ("Suite Per Capita")
- Dj Cuefx – remiks ("Black&Brown Mosaic Remix")